# 本間源基
本間 源基（ほんま もとき、1954年11月12日 - ）は、日本の政治家。元茨城県ひたちなか市長（4期）。茨城県公安委員。

## 来歴
茨城県出身。1977年、東京大学経済学部卒。茨城県庁に入り、県保健福祉部医療整備課副参事を経て、2002年、ひたちなか市長に当選する。市長を4期務めた。2020年に茨城県公安委員に就任し、翌年から1年間委員長を務めた。